# Rödbröstad spettpapegoja
Rödbröstad spettpapegoja (Micropsitta bruijnii) är en fågel i familjen östpapegojor inom ordningen papegojfåglar.

## Utseende och läte
Rödbröstad spettpapegoja är en mycket liten papegoja. Hanen är bjärt färgad, med grön rygg, röd buk och persikofärgad kind och strupe omgivet av blått. Honan är huvudsakligen grön med blå hjässa och vitaktigt ansikte. Lätet är ljust och klingande.

## Utbredning och systematik
Rödbröstad spettpapegoja förekommer från Moluckerna österut via Nya Guinea till Salomonöarna. Den delas in i fyra underarter med följande utbredning:
- Micropsitta bruijnii pileata – förekommer i södra Moluckerna (Seram och Buru)
- Micropsitta bruijnii bruijnii – förekommer i bergstrakter på Nya Guinea (från Fågelhuvudhalvön till Owen Stanley-bergen)
- Micropsitta bruijnii necopinata – förekommer i Bismarckarkipelagen (Niu Briten och Niu Ailan)
- Micropsitta bruijnii rosea – förekommer på Salomonöarna (Bougainville, Guadalcanal och Kolombangara)

Vissa erkänner även underarten buruensis med utbredning på Buru.

## Levnadssätt
Rödbröstad spettpapegoja hittas i bergsskogar. Liksom andra spettpapegojor kryper den utmed trädstammar likt en hackspett. Den häckar i trädhål olikt sina släktingar som häckar i gamla termitbon i träden.

## Status och hot
Arten har ett stort utbredningsområde, men tros minska i antal, dock inte tillräckligt kraftigt för att den ska betraktas som hotad. Internationella naturvårdsunionen IUCN listar arten som livskraftig (LC).

## Namn
Fågelns vetenskapliga artnamn hedrar Antonie Augustus Bruijn (1842-1890), kapten i holländska flottan, naturforskare, handelsman i Moluckerna och engagerad i handeln med fjäderplymer på Nya Guinea.